# Antoine-Narcisse Lafond
Pour les articles homonymes, voir Lafond.
Antoine-Narcisse Lafond (1er décembre 1793 à Paris - 29 décembre 1866 à Paris) est un financier et un homme politique français.

## Biographie
Fils d'Étienne Lafond, propriétaire d'importants vignobles, administrateur de la Caisse d'escompte du commerce et membre du Conseil d'escompte de la Banque de France, Antoine-Narcisse fut négociant en vins à Paris, comme son père, devint juge au tribunal de commerce de la Seine et acquit une certaine réputation dans le monde de l'opposition libérale, par l'indépendance qu'il montra (juillet 1830), en condamnant, en dépit des Ordonnances, l'imprimeur du Courrier français à mettre ses presses à la disposition du journal. Cette attitude lui valut, le 5 juillet 1831, son élection comme député du 4e collège de la Nièvre pour la ville de Cosne-sur-Loire. Mais Lafond alla s'asseoir au centre de la Chambre et vota constamment avec la majorité conservatrice. 
Réélu le 21 juin 1834, il se prononça pour les lois de septembre 1835, pour toutes les mesures proposées par le ministère, et obtint encore le renouvellement de son mandat : le 4 novembre 1837, le 2 mars 1839 et le 9 juillet 1842. Lafond vota pour l'indemnité Pritchard en 1845.
Le 21 juillet 1846, Lafond fut appelé à la pairie. Lafond soutint le gouvernement de Louis-Philippe jusqu'à la Révolution française de 1848, qui le rendit à la vie privée. 
Il était membre du Conseil d'escompte de la Banque de France au IVe siège de 1822 à 1831, puis régent au Conseil de régence de 1831 à sa mort au Ier fauteuil.
Il acquiert le château du Nozet à Pouilly-sur-Loire et possédait quelques participations dans la sidérurgie de la Haute-Marne et l'industrie charbonnière.
Marié à Mélanie Harlé d'Ophove, fille de Jean-Marie Harlé d'Ophove et de Marie-Louise-Eugénie Parent de Grosmont, et sœur de Charles-Louis-Marie-Eugène Harlé d'Ophove, il est le père du comte Edmond Lafond et le beau-père d'Adolphe Baudon.